# سوتروفيماب
سوتروفيماب (Sotrovimab) هو جسم مضاد أحادي النسيلة مزدوج الفعل يعمل على تحييد الأجسام المضادة أحادية النسيلة مع نشاط ضد فيروس كورونا المرتبط بالمتلازمة التنفسية الحادة الشديدة النوع 2، والمعروف باسم «سارس-كوف-2» (SARS-CoV-2). وهو قيد التطوير بواسطة شركة غلاكسو سميث كلاين وشركة «فير بيوتكنولوجي» (Vir Biotechnology, Inc). صُمم سوتروفيماب ليرتبط ببروتين السنبلة من «سارس-كوف-2».

## التطوير وآلية العمل
تم اشتقاق سوتروفيماب (VIR-7831 / GSK4182136) من جسم مضاد رئيسي (S309) تم عزله لأول مرة في عام 2003 من «خلايا الذاكرة بي» المأخوذة من فرد تعافى من متلازمة الجهاز التنفسي الحاد (سارس). يستهدف الجسم المضاد الأصلي (S309) البروتين السكري (S)، والذي يعزز دخول «سارس-كوف-2» في الخلايا المضيفة وهو الهدف الرئيسي لتحييد الأجسام المضادة. باستخدام الفحص المجهري الإلكتروني ومقايسات الربط، تبين أن (S309) يتعرف على حاتمة تحتوي على (N343) جليكان محفوظ بشكل كبير داخل جنس فرعي لفيروس كورونا المرتبط بالمتلازمة التنفسية الحادة الشديدة في منطقة لا تتنافس معه ارتباط الإنزيم المحول للأنجيوتنسين 2 (ACE2). لا تتداخل هذه الحاتمة مع الطفرات التي لوحظت في للمحورات فيروس كورونا المرتبط بالمتلازمة التنفسية الحادة الشديدة النوع 2، وفي نسخة أولية، تبين أن سوتروفيماب يرتبط في المختبر بمتحورات «سارس-كوف-2»، بما في ذلك متحور بيتا والذي تم تحديده أولاً في جنوب إفريقيا (المعروف باسم B.1.351 أو 501Y.V2).
تم هندسة سوتروفيماب لامتلاك طفرة Fc LS (M428L / N434S) التي تمنح ارتباطًا معززًا لمستقبل Fc الوليدي (FCGRT) مما يؤدي إلى إطالة عمر النصف وتوزيع الدواء المحتمل إلى الرئتين.
أظهر سوتروفيماب نشاطًا عبر آليتين مضادتين للفيروسات في المختبر، التسمم الخلوي المعتمد على الأضداد (ADCC) والبلعمة الخلوية المعتمدة على الأجسام المضادة (ADCP).

## التجارب السريرية
يتم حاليًا تقييم سوتروفيماب في التجارب السريرية التالية:
- موقع التجارب السريرية NCT04545060 COMET-ICE
- موقع التجارب السريرية NCT04779879 COMET-PEAK
- موقع التجارب السريرية NCT04501978 ACTIV-3-TICO
- موقع التجارب السريرية NCT04634409 BLAZE-4

### علم الصيدلة السريرية
لم يتم تقييم سوتروفيماب في دراسة المرحلة الأولى.

### الفعالية السريرية
التجارب الحيوية (COMET-ICE)، العشوائية الجارية، مزدوجة التعمية، همي تسيطر عليها الدراسة لتقييم سلامة وفعالية سوتروفيماب في البالغين الذين يعانون أكد COVID-19 (مرض خفيف، في وقت مبكر مع أقل من 5 أيام من الأعراض) في خطر من تطور المرض. أفاد تحليل مؤقت مخطط لهذه الدراسة أن سوتروفيماب قلل من خطر الاستشفاء لأكثر من 24 ساعة أو الوفاة بنسبة 85 ٪ مقارنة مع الدواء الوهمي. بشكل عام، توفي 1 ٪ من المرضى الذين عولجوا بسوتروفيماب أو احتاجوا إلى دخول المستشفى لأكثر من 24 ساعة مقارنة بـ 7 ٪ من المرضى الذين عولجوا بدواء وهمي. الدراسة مستمرة ولم يتم نشر النتائج بعد في منشور تمت مراجعته من قبل الزملاء.

## ابحاث

### كوفيد -19
في 21 مايو 2021، أكمل مجلس المنتجات الطبية ذات الاستخدام البشري (CHMP) التابعة للوكالة الأوروبية للأدوية (EMA) مراجعتها حول استخدام سوتروفيماب لعلاج كوفيد -19. وخلصت إلى أنه يمكن استخدام سوتروفيماب لعلاج كوفيد -19 المؤكدة لدى البالغين والمراهقين (الذين تتراوح أعمارهم بين 12 عامًا وما فوق ويزن 40 كغم على الأقل) الذين لا يحتاجون إلى أكسجين إضافي والمعرضين لخطر التقدم إلى كوفيد -19 الشديد. ستستمر المراجعة المستمرة لسوتروفيماب وبمجرد الانتهاء ستكون الأساس لطلب ترخيص تسويق من الاتحاد الأوروبي لهذا الدواء.
في 26 مايو 2021، أصدرت إدارة الغذاء والدواء الأمريكية (FDA) تصريح استخدام طارئ (EUA) لسوتروفيماب لعلاج كوفيد -19 الخفيف إلى المعتدل لدى الأشخاص الذين تتراوح أعمارهم بين اثني عشر عامًا وما فوق ويزنون 40 كيلوغرام (88 رطل) مع نتائج إيجابية للاختبار الفيروسي المباشر لـ«سارس-كوف-2» والمعرضين لخطر كبير للتقدم إلى كوفيد -19 الشديد، بما في ذلك الاستشفاء أو الوفاة.

## روابط خارجية
- "Sotrovimab". Drug Information Portal. U.S. National Library of Medicine. مؤرشف من الأصل في 2021-07-07.
- موقع التجارب السريرية NCT04545060 VIR-7831 for the Early Treatment of COVID-19 in Outpatients (COMET-ICE)